# Siegmundsburg
Siegmundsburg este o comună din landul Turingia, Germania.